# پنتون
پَنتون (به انگلیسی: Pantone) یک شرکت با مسئولیت محدود است که دفتر مرکزی آن در کارلاستادت، نیوجرسی است. این شرکت بیشتر به دلیل سیستم تطبیق پنتون (PMS) شناخته شده‌است، یک فضای رنگی اختصاصی که در صنایع مختلف، به ویژه طراحی گرافیک، طراحی مد، طراحی محصول، چاپ و تولید و پشتیبانی از سیستم‌های مدیریت رنگ از طراحی تا تولید استفاده می‌شود. فرمت‌های فیزیکی و دیجیتالی، در میان مواد روکش دار و بدون پوشش، پنبه ای، پلی استر، نایلون و پلاستیک تولید شده‌اند.
شرکت ایکس-رایت، تامین‌کننده ابزار و نرم‌افزار اندازه‌گیری رنگ، پنتون را به مبلغ ۱۸۰ میلیون دلار در اکتبر ۲۰۰۷خریداری کرد، و خود توسط شرکت داناهر در سال ۲۰۱۲ خریداری شده‌است.
پنتون در دهه ۱۹۵۰ در نیوجرسی به عنوان شرکت چاپ تجاری برادران مروین و جسی لوین، تبلیغات ام اند جی لوین شروع به کار کرد. در سال ۱۹۵۶، بنیانگذاران آن که هر دو از مدیران تبلیغات بودند، لارنس هربرت، فارغ‌التحصیل اخیر دانشگاه هافسترا را به عنوان کارمند پاره وقت استخدام کردند. هربرت از دانش شیمی خود برای سیستم‌بندی و ساده‌سازی موجودی رنگدانه‌های شرکت و تولید جوهرهای رنگی استفاده کرد و در سال ۱۹۶۲، هربرت بخش مرکب و چاپ را با سود حاصل از فعالیت اداره کرد، در حالی که بخش نمایش تجاری ۵۰۰۰۰ دلار آمریکا بدهی داشت. او متعاقباً دارایی‌های فن‌آوری شرکت را از برادران لوین به قیمت ۵۰۰۰۰ دلار آمریکا (معادل ۴۳۰۰۰۰ دلار در سال ۲۰۲۰) خریداری کرد و نام آن‌ها را به «پنتون» تغییر داد.
محصولات اولیه این شرکت شامل پنتون گایدز (راهنماهای پنتون) است که از تعداد زیادی ورق مقوایی نازک کوچک (تقریباً ۶×۲ اینچ یا ۱۵×۵ سانتی‌متر) تشکیل شده‌است که در یک طرف با یک سری نمونه‌های رنگی مرتبط چاپ شده و سپس در یک صفحه کوچک چسبانده می‌شود. «عرشه فن». به عنوان مثال، یک «صفحه» خاص ممکن است حاوی تعدادی رنگ زرد با رنگ‌های مختلف باشد.
ایدهٔ پشت پی‌ام‌اس (PMS) این است که به طراحان اجازه می‌دهد تا رنگ‌های خاص را زمانی که طرح وارد مرحله تولید می‌شود، بدون توجه به تجهیزات مورد استفاده برای تولید رنگ، «تطابق رنگ» داشته باشند. این سیستم به‌طور گسترده توسط طراحان گرافیک و تکثیر و چاپخانه‌ها پذیرفته شده‌است. پنتون توصیه می‌کند که راهنمای رنگ پی‌ام‌اس سالانه خریداری شود، زیرا جوهر آن‌ها در طول زمان مایل به زرد می‌شود. تغییر در ذخیره کاغذ خاص مورد استفاده.

## تأسیس شرکت پنتون
لورنس هربرت، فارغ‌التحصیل رشته شیمی دانشگاه هوفسترا، در سال ۱۹۶۳ شرکت ام اند جی لوین را از برادران لوین خریداری و به نام مؤسسه پنتون ثبت کرد. پنتون به معنی «همه رنگ‌ها» است.

## سامانه تطبیق رنگ پنتون
سیستم تطبیق رنگ پنتون عمدتاً یک سیستم بازتولید رنگ استاندارد است که از سال ۲۰۱۹ دارای ۲۱۶۱ رنگ پیش فرض داشته‌است. با استانداردسازی رنگ‌ها، تولیدکنندگان مختلف در مکان‌های مختلف می‌توانند به سیستم پنتون مراجعه کنند تا مطمئن شوند که رنگ‌ها بدون اختلاف رنگ و تماس مستقیم با یکدیگر تطابق کامل دارند.
یکی از این موارد، استانداردسازی رنگ‌ها در فرایند سی‌ام‌وای‌کی (CMYK) است. فرایند سی‌ام‌وای‌کی روشی برای چاپ رنگ با استفاده از چهار جوهر فیروزه‌ای، سرخابی، زرد و سیاه است. اکثر مواد چاپی جهان با استفاده از فرایند سی‌ام‌وای‌کی تولید می‌شوند و زیر مجموعه خاصی از رنگ‌های پنتون وجود دارد که می‌توان با استفاده از سی‌ام‌وای‌کی تکثیر کرد. مواردی که امکان شبیه‌سازی از طریق فرایند سی‌ام‌وای‌کی وجود دارد، در راهنمای شرکت به‌عنوان چنین برچسب‌گذاری شده‌اند.
با این حال، حدود ۳۰ درصد از ۱۱۱۴ رنگ نقطه ای سیستم پنتون (تا سال ۲۰۰۰) را نمی‌توان با سی‌ام‌وای‌کی شبیه‌سازی کرد، اما با ۱۳ رنگدانه پایه (۱۴ رنگ سیاه) در مقادیر مشخصی که رنگ‌های پایه نامیده می‌شوند مخلوط شده‌اند. آن ۱۱۱۴ رنگ شامل ۳۸۷ رنگ با اعداد ۱۰۰ تا ۴۸۷ از سال ۱۹۷۵ و برخی رنگ‌های روشن‌تر از ۶۰۰ تا ۷۳۲ در سال ۱۹۹۱ بود. رنگ‌های ۴ رقمی اصلی که در سال ۱۹۸۷ معرفی شدند به ۳ رقم تغییر داده شدند.
سیستم پنتون همچنین بعدها اجازه تولید بسیاری از رنگ‌های خاص مانند رنگ‌های متالیک، فلورسنت (نئون) و پاستل را داد. ۵۶ فلورسنت از ۸۰۱ تا ۸۱۴ (هفت مورد اول در اینجا رنگ‌های پایه هستند، به اصطلاح درخشش‌روز «Dayglow» هستند) و از ۹۰۱ تا ۹۴۲ وجود دارد. متالیک‌های بسته‌بندی (که قبلاً فلزات ممتاز بودند) از ۱۰۱۰۱ تا ۱۰۴۵۴ (۵۴ مورد از آن‌هایی که بعداً اضافه شدند، ۳۵۲ تا دیگر) قرار داده شده‌اند. رنگ‌های پایه نقره‌ای ۱۰۰۷۷ و رزگلد ۱۰۴۱۲)، در حالی که متالیک‌های معمولی از ۸۷۱ تا ۸۷۷ (۷ اول اینجا رنگ‌های پایه هستند) و از ۸۰۰۱ تا ۸۹۶۵ قرار می‌گیرند. پاستیل‌ها از ۹۱۴۰ تا ۹۱۶۳ با رنگ‌های پایه ۰۱۳۱، ۰۳۲۳۱، ۰۳۱، ۰۵. ، ۰۸۲۱، ۰۹۲۱ و ۰۹۶۱. در حالی که بیشتر رنگ‌های سیستم پنتون فراتر از وسعت چاپ سی‌ام‌وای‌کی هستند، تنها در سال ۲۰۰۱ بود که پنتون شروع به ارائه ترجمه سیستم موجود خود با رنگ‌های مبتنی بر صفحه کرد. رنگ‌های مبتنی بر صفحه‌نمایش از سیستم رنگی آرجی‌بی (RGB) – قرمز، سبز، آبی – برای ایجاد رنگ‌های مختلف استفاده می‌کنند، بسیاری از رنگ‌ها خارج از sRGB هستند. سیستم Goe (منقضی شده) دارای مقادیر RGB و LAB برای هر رنگ است و دارای ۱۰ رنگ پایه است در حالی که فقط ۴ رنگ جدید دارد: قرمز روشن، صورتی، بنفش متوسط و آبی تیره. ۶ مورد دیگر قبلاً در سیستم بودند: زرد ۰۱۲، نارنجی ۰۲۱، قرمز روبینه، سبز، آبی فرآیندی و مشکی که در گو به نام‌های زرد متوسط، نارنجی روشن، قرمز قوی، سبز روشن، آبی متوسط و سیاه خنثی نام‌گذاری شدند.
رنگ‌های پنتون با تعداد اختصاص داده شده آن‌ها توصیف می‌شوند (معمولاً به عنوان مثال «پی‌ام‌اس ۱۳۰» نامیده می‌شود). رنگ‌های پی‌ام‌اس تقریباً همیشه در برندسازی استفاده می‌شوند و حتی به قوانین دولتی و استانداردهای نظامی (برای توصیف رنگ پرچم‌ها و مهرها) راه پیدا کرده‌اند. در ژانویه ۲۰۰۳، پارلمان اسکاتلند در مورد طوماری (مرجع PE512) بحث کرد تا به رنگ آبی در پرچم اسکاتلند به عنوان «پنتون ۳۰۰» اشاره شود. کشورهایی مانند کانادا و کره جنوبی و سازمان‌هایی مانند اف‌آی‌ای (FIA) نیز انتخاب کرده‌اند که به رنگ‌های خاص پنتون در هنگام تولید پرچم‌ها استفاده کنند. ایالت‌های ایالات متحده از جمله تگزاس رنگ‌های پی‌ام‌اس پرچم‌های خود را قانونی تعیین کرده‌اند.

## رنگ سال
شرکت پنتون از سال ۲۰۰۰ تاکنون، با مشاوره متخصصان رنگ در جهان، رنگ خاصی را به‌عنوان «رنگ سال» معرفی می‌کند. در سال‌های ۲۰۱۶ و ۲۰۲۱، دو رنگ به‌طور مشترک به عنوان رنگ‌های سال انتخاب شده‌اند.
رنگ سال تأثیرات قابل‌توجهی بر صنایع مختلف مانند مد، طراحی داخلی، گرافیک و بازاریابی دارد. این انتخاب براساس تحلیل روندهای اجتماعی، سیاسی و فرهنگی جهانی انجام می‌شود و می‌تواند الهام‌بخش طراحان و شرکت‌ها در تطبیق با ذائقه و روح زمانه باشد. رنگ سال نمادی از احساسات جمعی و تغییرات فرهنگی است و در دنیای هنر و تجارت به عنوان یک شاخص مهم شناخته می‌شود.
- ۲۰۱۵: مارسالا (Marsala) - کد: PANTONE 18-1438 - رنگی میان قرمز و قهوه‌ای که حس گرما، غنا و پایداری را القا می‌کند.
- ۲۰۱۶: رز کوارتز و آرامش (Rose Quartz & Serenity) - کدها: PANTONE 13-1520 و PANTONE 15-3919 - ترکیبی از صورتی ملایم و آبی کم‌رنگ که تعادل و آرامش را به تصویر می‌کشد.
- ۲۰۱۷: سبز گرینری (Greenery) - کد: PANTONE 15-0343 - سبزی تازه که نمادی از شروعی جدید و ارتباط با طبیعت است.
- ۲۰۱۸: بنفش فرابنفش (Ultra Violet) - کد: PANTONE 18-3838 - بنفشی عمیق که خلاقیت، نوآوری و تفکر آینده‌نگر را تداعی می‌کند.
- ۲۰۱۹: مرجانی زنده (Living Coral) - کد: PANTONE 16-1546 - رنگی گرم و دل‌انگیز که صمیمیت و خوش‌بینی را منعکس می‌کند.
- ۲۰۲۰: آبی کلاسیک (Classic Blue) - کد: PANTONE 19-4052 - آبی عمیق که حس آرامش، اعتماد و ثبات را به همراه دارد.
- ۲۰۲۱: خاکستری نهایی و زرد درخشان (Ultimate Gray & Illuminating) - کدها: PANTONE 17-5104 و PANTONE 13-0647 - ترکیبی از خاکستری پایدار و زرد روشن که قدرت و امید را نمایان می‌سازد.
- ۲۰۲۲: وری پری (Very Peri) - کد: PANTONE 17-3938 - رنگی جدید با ترکیب آبی و ته‌رنگ قرمز که خلاقیت و نوآوری را تشویق می‌کند.
- ۲۰۲۳: ویوا مگنتا (Viva Magenta) - کد: PANTONE 18-1750 - قرمزی پرانرژی که شجاعت و سرزندگی را به نمایش می‌گذارد.
- ۲۰۲۴: هلویی مخملی (Apricot Crush) - کد: PANTONE 024-65-27 - رنگی ملایم و انرژی‌بخش که احساس آرامش و تعادل را القا می‌کند.
- ۲۰۲۵: موکا موس (Mocha Mousse) - کد: PANTONE 17-1230 - قهوه‌ای گرم و ملایم که حس آرامش و لذت‌های ساده زندگی را تداعی می‌کند.[۳]

۲۰۰۰
آبی نیلگون
Pantone 15-4020
۲۰۰۱
رز بنفش
Pantone 17-2031
۲۰۰۲
سرخ واقعی
Pantone 19-1664
۲۰۰۳
آبی آسمانی
Pantone 14-4811
۲۰۰۴
نارنجی
Pantone 17-1456
۲۰۰۵
آبی فیروزه‌ای
Pantone 15-5217
۲۰۰۶
خاکستری دلار
Pantone 13-1106
۲۰۰۷
قرمز فلفلی
Pantone 19-1557
۲۰۰۸
آبی زنبقی
Pantone 18-3943
۲۰۰۹
زرد میموسا
Pantone 14-0848
۲۰۱۰
فیروزه‌ای 
Pantone 15-5519
۲۰۱۱
یاسی
Pantone 18-2120
۲۰۱۲
نارنجی تانگو
Pantone 17-1463
۲۰۱۳
سبز زمردین
Pantone 17-5641
۲۰۱۴
بنفش ارکیده
Pantone 18-3224
۲۰۱۵
مارسالا
Pantone 18-1438
۲۰۱۶
رز کوارتز
Pantone 13-1520
۲۰۱۶
آرامش
Pantone 15-3919
۲۰۱۷
سبز گرینری
Pantone 15-0343
۲۰۱۸
فرابنفش
Pantone 18-3838
۲۰۱۹
مرجانی زنده
Pantone 16-1546
۲۰۲۰
آبی کلاسیک
Pantone 19-4052
۲۰۲۱
خاکستری نهایی
Pantone 17-5104
۲۰۲۱
زرد درخشان
Pantone 13-0647
۲۰۲۲
وری پری
Pantone 17-3938
۲۰۲۳
ویوا مگنتا
Pantone 18-1750
۲۰۲۴
هلویی مخملی
Pantone 13-1023
۲۰۲۵
موکا موس
Pantone 17-1230